# Душан Нинић
Душан Нинић (Зајечар, 1956) српски је писац и публициста.

## Биографија
Рођен је 6. септембра 1956. године у Зајечару. Одрастао је у Шапцу, где је завршио основну школу, а 1972. године се вратио у Зајечар, где је завршио гимназију. Студирао је Правни факултет у Београду, а дипломирао је на Нишком Универзитету. Дуги низ година је радио у привреди, тачније у Зајечарској пивари, где је до 2007. године био и генерални директор, а тренутно је запослен на Мегатренд универзитету у Београду.
Са писањем је почео да се бави релативно касно, и у почетку некако узгред уз каријеру правника и привредника. Први роман, „Откриће“, објављује 2003. године, да би до данас био објављен у четири издања, са више хиљада продатих примерака. Други роман, „Сазнање“, објављује 2007. године, а 2010. доживљава и друго издање. Трећи роман „Спознаја“ излази из штампе 2010. године.
Нинићева дела су, првенствено, филозофско-политичко штиво, у маниру магијског реализма и александријског синкретизма, теорије специјалног рата и неуролингвистичког програмирања, где имамо прожимање више научних дисиплина којима је Нинић успешно показао и доказао муђусобне везе. А све у форми дијалога ликова фантастичних романа. Како он сам каже: „Да би читаоцима било питкије и разумљивије“.